# Jericho (televíziós sorozat, 2006)
A Jericho amerikai televíziós sorozat, melyet a CBS csatornán mutattak be. A sorozat premierje 2006. szeptember 20-án volt. Magyarországon az AXN csatorna sugározta 2006. december 10-től, majd 2007. szeptember 16-ától a TV2 is műsorra tűzte.
A sorozat egy Jericho nevű fiktív kisvárosban játszódik, amely egy nukleáris katasztrófa után elszigetelődik a világ többi részétől. Lakói az életben maradásért küzdenek és megpróbálják kideríteni, mi is történt valójában.
A kritikusok a sorozat premierje előtt azt gondolták, hogy témája és jellege miatt a sorozatot hamar elfelejtik és valószínűleg még az évad közepéig leállítják. A sorozat azonban átlag feletti nézettséggel nyitott és nézői nagy részét meg is tartotta a következő hetekben.
2006. október 12-én a CBS bejelentette, hogy megrendeli a Jericho teljes első évadját. 2006. november 8-án tették közzé, miszerint a november 29-i rész után szünet következik és a sorozat 2007. február 21-én folytatódik, egy héttel egy speciális összefoglaló rész után. Az első évad 2007. május 9-én zárult.
A sorozatot 2007 májusában leállították, majd rajongói nyomásra a CBS hét epizódos megrendelést adott a második évadra. Ennek premierje 2008. február 12-én volt.

## Cselekmény
|  | Alább a cselekmény részletei következnek! |

Atomrobbanás Denver irányából

A történet a Kansasben fekvő Jericho nevű kisváros lakóinak élete körül forog, miután az Egyesült Államok területén több nukleáris robbanás történik. A sorozat egy, a közeli Denver irányából látható atomrobbanással kezdődik. Ezután leáll az áramszolgáltatás és megszakad minden modern kommunikációs csatorna, így Jericho elszigetelődik a külvilágtól. Később Jericho újra kap áramot, amit az amerikai kormány tevékenységének tulajdonítanak, de hamarosan egy EMI tönkretesz minden elektronikus berendezést.
A sorozatban több logisztikai és kormányzati téma is felvetődik, köztük az információgyűjtés, önkormányzati hatalom, anarchia, limitált készletekkel való gazdálkodás, belső és külső veszélyforrások kérdései.
A sorozatban több rejtély is megoldásra vár: egyes szereplők háttere, a támadók kiléte, és az Egyesült Államokra és annak kormányára mért csapás mértéke.
A központi figura a 32 éves Jake Green, aki hazautazik egy rövid családlátogatásra de a katasztrófa után maga is Jerichóban reked. Miután kibékül apjával, Johnston Greennel, a helyi polgármesterrel, Jake válik a kisváros hősévé, aki segít megvédeni a lakosokat.

## A támadás után

### Ismertté vált támadások
|  | Alább a cselekmény részletei következnek! |

A városok, amelyeket vélhetőleg támadás ért, valamint a kialakult regionális fővárosok (csillaggal jelölve)

- Atlanta, Georgia: Feltehetőleg Atlanta megsemmisült, mivel a Dale Turner üzenetrögzítőjén az anyja által hagyott üzenetben egy robbanás lökéshullámának következményei hallhatóak. Dale anyja ekkor Atlantában tartózkodott. Később Hawkins térképén bejelölik. A város és a pár másodpercig befogott kínai adás is megerősíti az információt.
- Baltimore, Maryland: Az NBC hivatalos oldalán a Sarah nevű karakterrel készített videóbejegyzésekben szerepel, hogy Baltimore-ban is bomba robbant. Ugyanezekben a videókban Washington pusztulását is megerősíti.
- Boston, Massachusetts: A város szerepel azon a térképen, ami a Black Jack Piactéren van felállítva.
- Charlotte, Észak-Karolina: A város szerepel azon a térképen, ami a Black Jack Piactéren van felállítva.
- Chicago, Illinois: A város szerepel a kínai adásban látható ábrán és Hawkins térképén is.
- Dallas, Texas: A kínai adásban látható térképen szerepel a város. A Jericho környékén megtalált repülő feketedobozán elhangzik miszerint „valahol Texasban” egy gombafelhő látható.
- Denver, Colorado: Az első epizódban gombafelhő emelkedik a horizonton nyugaton, Denver irányából. Később a megtalált repülő feketedobozán lévő beszélgetésen a pilóta azt mondja, hogy Denver felett gombafelhőt lát. A kínai adásban látható térképen is szerepel a város.
- Detroit, Michigan: szerepel Robert Hawkins térképén a megtámadott városok között.
- Hartford, Connecticut: A város szerepel azon a térképen, ami a Black Jack Piactéren van felállítva.
- Houston, Texas: A város szerepel azon a térképen, ami a Black Jack Piactéren van felállítva.
- Kansas City, Missouri: Feltehetőleg megsemmisült a megtalált repülő feketedobozának hanganyaga és Robert Hawkins térképe alapján. A felderítésből visszatérő Gray Anderson azt állítja a kansasi Lawrence-t támadták meg. A két város közelségéből adódóan a pilóta összetéveszthette Kansas City-vel. Valamint Jake és Eric útjuk során Rouge Riverben olyan szórólapokat találnak, ami arra figyelmeztet, hogy a Lawrence-ben történt robbanás miatt a körzet vízbázisa szennyeződött.
- Los Angeles, Kalifornia: Kalifornia legnagyobb városa szerepel a kínai adásban látható térképen és be van jelölve Hawkins térképén is.
- Miami, Florida: A város szerepel azon a térképen, ami a Black Jack Piactéren van.
- Minneapolis, Minnesota: Hawkins térképén bejelölik.
- Philadelphia, Pennsylvania: A város szerepel Hawkins térképén és Heather Lisinski a kínai adásban feltűnő ábrán is felismerni véli a várost.
- Phoenix, Arizona: A város szerepel azon a térképen, ami a Black Jack Piactéren van felállítva.
- Pittsburgh, Pennsylvania: A város szerepel azon a térképen, ami a Black Jack Piactéren van felállítva.
- San Diego, Kalifornia: Kalifornia legdélebbi nagyvárosa szerepel Hawkins térképén.
- San Francisco, Kalifornia: A város feltűnik a kínai adásban látható térképen.
- Seattle, Washington: A kínai adás térképe alapján Heather Lisinski felismeri de nem teljesen biztos benne.
- St. George, Washington: A város szerepel azon a térképen, ami a Black Jack Piactéren van felállítva.
- St. Louis, Missouri: A város neve szerepel Hawkins laptopjának képernyőjén a célpontnak jelölt városok között a „The Day Before” című, 12. epizódban.
- Washington: A felderítésből visszatérő Gray Anderson azt állítja Washington, D.C. megsemmisült. Bár Anderson szavahihetősége néhány eset miatt kétséges. A város pusztulását más források is megerősítik. Szerepel Hawkins laptopjának képernyőjén a célpontnak jelölt városok között és a Black Jack Piactéren felállított térképen is fel van tüntetve.

### Regionális fővárosok

Az uj Amerikai Szövetséges Államok (Cheyenne) zászlója

A „Black Jack” című, 13. epizódban Jake egy kis csapattal elindul a kansasi Black Jackbe, hogy szélerőművek építéséhez szerezzenek alkatrészeket. Útjuk a Black Jack Piactérre vezet, ahol a régióból összegyűlt emberek cserekereskedelmet folytatnak egymással. Jake itt szerez először tudomást arról, hogy az Egyesült Államok korábbi elnöke helyett hat különböző személy tölti be az elnöki tisztséget. Az országnak emellett hat különböző fővárosa alakult ki:
- Cheyenne, Wyoming
- Columbus, Ohio
- Montgomery, Alabama
- Rome, New York
- San Antonio, Texas
- Sacramento, Kalifornia

## Szereplők
A CBS hivatalos oldalán lévő szereplőgárda lista tizenegy nevet tartalmaz. Emellett, Alicia Coppola főszereplővé lépett elő a sorozatban 2007 februárjától. A főszereplőkön kívül számos mellékszereplő és visszatérő szereplő játszik a sorozatban.
| Szereplő         | Színész          | Magyar hang     | Leírás |
| ---------------- | ---------------- | --------------- | --- |
| Jake Green       | Skeet Ulrich     | Kaszás Gergő    | A tékozló fiú, aki visszatért Jerichóba de nem tud újra elmenekülni a múltja elől. |
| Johnston Green   | Gerald McRaney   | Barbinek Péter  | Jericho polgármestere és a Green család feje. Eddigi nyugodt életét most felborítja a támadás után ránehezedő nyomás. |
| Emily Sullivan   | Ashley Scott     | Zsigmond Tamara | A szépreményű lány, aki a helyi általános iskola tanárnőjeként a kisvárosban maradt. A támadás után vőlegényéről nem tud semmit és régi szerelme, Jake is megjelenik.                                                     |
| Gail Green       | Pamela Reed      | Andresz Kati    | Jake anyja és Johnston felesége. Megpróbálja összetartani a családot és fiának egy új esélyt adni, hogy helyrehozza azt, amit a múltban elrontott.                                                                        |
| Eric Green       | Keneth Mitchell  | Dányi Krisztián | Jake bátyja, aki az apja helyettesévé lépett elő. Apja jobban megbízik benne, mint Jake-ben és ez kezdetben feszültséget okoz kettőjük között.                                                                            |
| Robert Hawkins   | Lennie James     | Czvetkó Sándor  | A város új lakója, aki úgy tűnik mindenhez ért, a politikától a gépészetig. Hawkins azt állítja St. Louisban volt rendőr és a családjával azért költözött ide, mert békés életre vágyott.                                 |
| Heather Lisinski | Sprague Grayden  | Kéri Kitty      | Fiatal általános iskolai tanárnő, aki a támadás után tudományos és műszaki ismereteivel próbálja magát hasznossá tenni. A visszatérő Jake Green felkelti az érdeklődését, de nem ismeri múltját.                          |
| Gray Anderson    | Michael Gaston   | Juhász György   | A helyi sóbánya résztulajdonosa és Johnston Green legfőbb politikai ellenfele. A támadást és Johnston betegségét a saját javára próbálja fordítani.                                                                       |
| Dale Turner      | Erik Knudsen     | Előd Botond     | Lakókocsiban élő és a helyi vegyeskereskedésben dolgozó tinédzser, akit a fiatalok utálnak. Miután az anyja meghal a támadásban, főnökéhez Gracie Leigh-hez fordul segítségért, de később rájön, csak önmagára számíthat. |
| Stanley Richmond | Brad Beyer       |                 | Farmer, Jake régi barátja, a városkán kívül él. Hamarosan csak az ő kukoricaföldje mentheti meg Jerichót az éhezéstől. |
| Bonnie Richmond  | Shoshannah Stern |                 | Stanley siket húga, hallását abban a balesetben vesztette el, amiben szüleik meghaltak. |
| Mimi Clark       | Alicia Coppola   | Németh Kriszta  | Washingtoni adóellenőr, a támadás után Jerichóban ragad, közelebbről is megismerkedve Stanley Richmonddal és a tanyasi élettel.                                                                                           |

## Epizódok
| Évad | Rész # |  | Első vetítés                          | Utolsó vetítés                   |
| ---- | ------ |  | ------------------------------------- | -------------------------------- |
| 1.   | 22     |  | 2006. szeptember 20.                  | 2007. május 9.                   |
| 1.   | 22     |  | 2006. december 10. 2007. december 19. | 2007. július 2. 2008. január 16. |
| 1.   | 18     |  | 2007. szeptember 16.                  | 2008. január 26.                 |
| 2.   | 7      |  | 2008. február 12.                     | 2008. március 25.                |

Az első vetítés után az epizódok megtekinthetőek a CBS hivatalos oldalán is, habár ez a lehetőség csak az Egyesült Államok területéről érhető el. A CBS az első három epizódot megismételte az első szerdai adásukat követő szombat estéken.
Mindegyik epizód főcímét egy Morse-kódolt hangüzenet kíséri. Az egyes üzenetek szövege az adott epizódhoz kapcsolódik. A második epizódban Robert Hawkins további Morse-kódolt üzeneteket vesz miközben egy rádiót javít meg.
Az első részt 2006. szeptember 20-án mutatták be. 2006. november 8-án a CBS bejelentette, hogy az első 11 rész után szünet következik és a következő epizód csak 2007. február 21-én kerül adásba – egy február 14-i részt követően, ami az évad első felét foglalja össze. Az első évad 2007. május 9-én fejeződött be a 22. epizóddal.
A CBS 2007. május 16-án bejelentette, hogy nem rendeli meg második évadot a sorozatból. Később, a hatalmas rajongói ellenkampány hatására, június 6-án Nina Tassler, a CBS elnöke a rajongókhoz intézett levelében úgy nyilatkozott, hogy a Jericho 2008-ban visszatérhet, legalább hét epizód erejéig. A második évad első epizódja 2008. február 12-én került adásba.